# نغوين فان منه
نغوين فان منه (بالفيتنامية: Nguyễn Văn Minh)‏ هو عسكري فيتنامي، ولد في 1929 في مدينة هو تشي منه في فيتنام، وتوفي في 2006.